# Warching

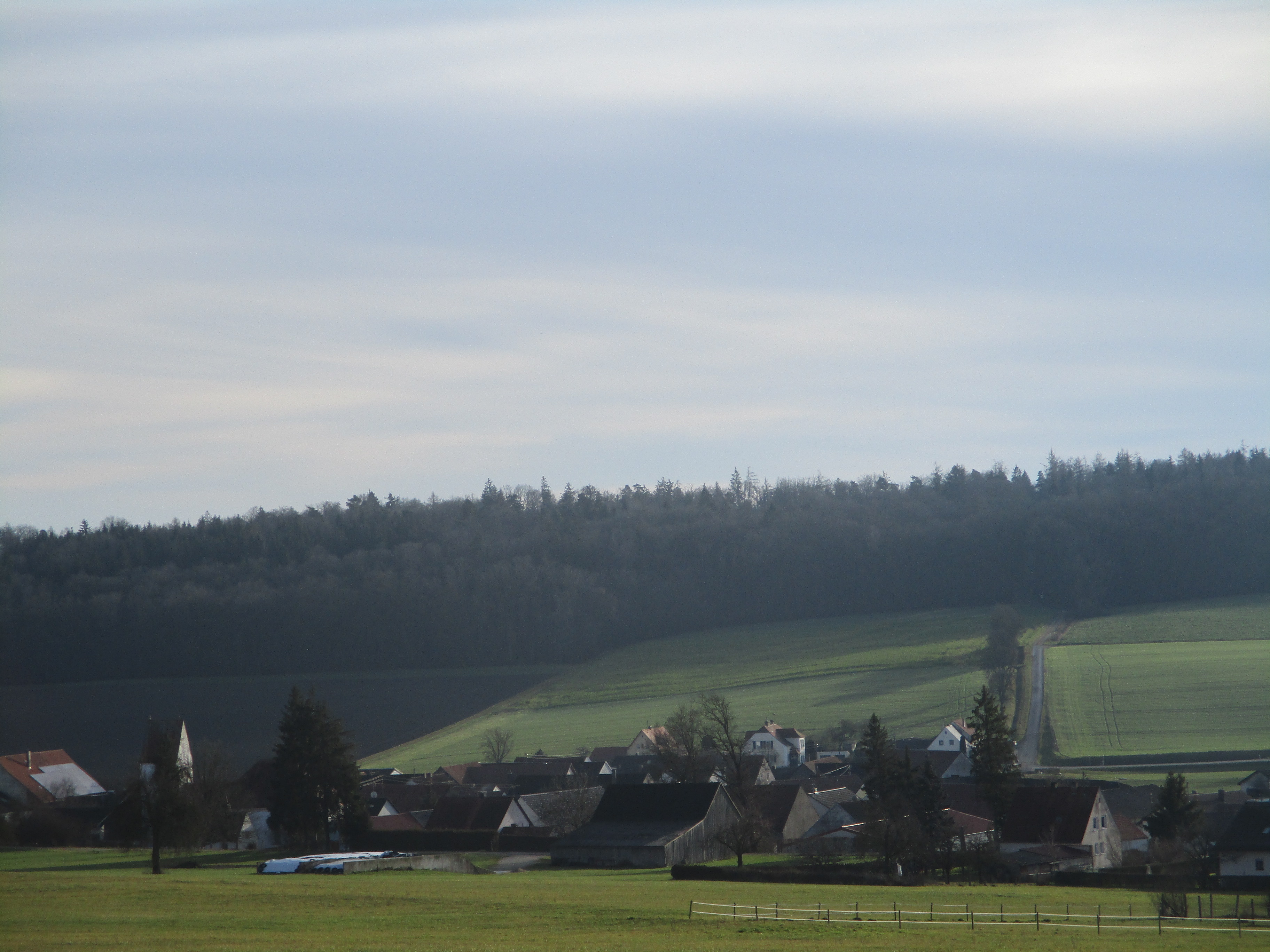
Warching von Norden

Warching  ist ein Gemeindeteil der Stadt Monheim im Landkreis Donau-Ries (Regierungsbezirk Schwaben, Bayern).

## Lage
Das Kirchdorf liegt etwa vier Kilometer östlich von Monheim. Südlich fließt die Gailach vorbei, ein Nebenfluss der Altmühl.

## Geschichte
Warching war Bestandteil der sogenannten Vogtei Monheim, die seit 1457 der bayerischen Landeshoheit unterstand, nachdem sie bereits in der zweiten Hälfte des 14. Jahrhunderts in engen Kontakt zum Herzogtum Bayern getreten war. Die Kirche von Warching wurde im Mittelalter vom Benediktinerinnenkloster Monheim betreut.
Am 1. Mai 1978 wurde die bisher selbständige Gemeinde in die Stadt Monheim eingegliedert.

## Baudenkmäler
- Katholische Filialkirche St. Nikolaus

## Söhne des Ortes
- Johann Baptist Herb (1806–1890), katholischer Theologe
- Martin Lechner (* 1951), Lehrstuhlinhaber für Jugendpastoral an der Philosophisch-Theologischen Hochschule Benediktbeuern